# Paracaryum
- Commons
- Wikispecies

Paracaryum é um gênero de plantas pertencente à família Boraginaceae.